# Gonzalo Sánchez (calciatore 2000)
Gonzalo Gabriel Sánchez Franco, noto semplicemente come Gonzalo Sánchez (Lima, 6 maggio 2000), è un calciatore peruviano, attaccante dell'Ayacucho.

## Caratteristiche tecniche
È un centravanti.

## Carriera

### Club
Cresciuto nel settore giovanile dell'Alianza Lima, ha esordito in prima squadra il 16 aprile 2018 giocando l'incontro di Liga 1 perso 1-0 contro l'UTC Cajamarca.

### Nazionale
Ha giocato nella nazionale peruviana Under-17.

## Statistiche
Statistiche aggiornate al 19 ottobre 2020.

### Presenze e reti nei club
| Stagione        | Squadra         | Campionato      | Campionato | Campionato | Coppe nazionali | Coppe nazionali | Coppe nazionali | Coppe continentali | Coppe continentali | Coppe continentali | Altre coppe | Altre coppe | Altre coppe | Totale | Totale | Totale |
| Stagione        | Squadra         | Comp            | Pres       | Reti       | Comp            | Pres            | Reti            | Comp               | Pres               | Reti               | Comp        | Pres        | Reti        | Pres   | Reti   |        |
| --------------- | --------------- | --------------- | ---------- | ---------- | --------------- | --------------- | --------------- | ------------------ | ------------------ | ------------------ | ----------- | ----------- | ----------- | ------ | ------ | ------ |
| 2018            | Alianza Lima    | PD              | 8          | 0          |                 | -               | -               | CL                 | 0                  | 0                  |             | -           | -           | 8      | 0      |        |
| 2019            | Alianza Lima    | PD              | 5          | 0          |                 | -               | -               | CL                 | 1                  | 0                  |             | -           | -           | 6      | 0      |        |
| 2020            | Alianza Lima    | PD              | 9          | 0          |                 | -               | -               | CL                 | 4                  | 0                  |             | -           | -           | 13     | 0      |        |
| Totale carriera | Totale carriera | Totale carriera | 22         | 0          |                 | -               | -               |                    | 5                  | 0                  |             | -           | -           | 27     | 0      |        |